# Pabst Ideal
Pabst Ideal (geboren 7. April 1961, abgegangen nach 1970) war ein deutscher Holstein Frisian-Zuchtbulle. Er war der erste Bulle mit amerikanischer Abstammung, der in Deutschland im Einsatz war. Der Bulle hatte eine besonders erfolgreiche weibliche Nachzucht.
Pabst Ideal  auf den Pabst Farms in Oconomowoc, Wisconsin geboren und 1964 nach Deutschland importiert. Dort kam er in den Besitz der RPN Bremen-Hannover. Der Bulle hatte ein Gewicht von 1.150 kg und eine Größe von 153 cm. 1969 wurde Pabst Ideal Siegerbulle bei der Stammbullenschau in Lehrte und ein Jahr später erhielt er seine Eliteanerkennung. Während viele seiner Töchter durch hervorragenden Typ und hohe Milchleistungen mit dazu beitrugen, die Akzeptanz von Holstein frisian Einkreuzungen in die deutsche schwarzbunte Population zu begründen, waren seine Söhne mit schwachen Zuchtwerten und einer hohen Streuung in der Typvererbung weniger erfolgreich. Heute wird davon ausgegangen, das Pabst Ideal ein eher durchschnittlicher Bulle war und dass seine gute Vererbung bei seinen Töchtern hauptsächlich durch den Heterosis-Effekt begründet wurde.
Der Einsatz des Bullen war trotzdem wesentlich für die Akzeptanz der damaligen nordamerikanischen Holstein Friesian in der deutschen Schwarzbunt- und später auch Rotbuntzucht beteiligt.